# سالینوسپرامید آ
سالینوسپرامید آ (به انگلیسی: Salinosporamide A) با فرمول شیمیایی C15H20ClNO4 یک ترکیب شیمیایی است. که جرم مولی آن ۳۱۳٫۷۸۱ گرم بر مول می‌باشد. 